# Jaakko Hänninen
Jaakko Hänninen, né le 16 avril 1997 à Ruokolahti, est un coureur cycliste finlandais.

## Biographie

### Carrière amateur

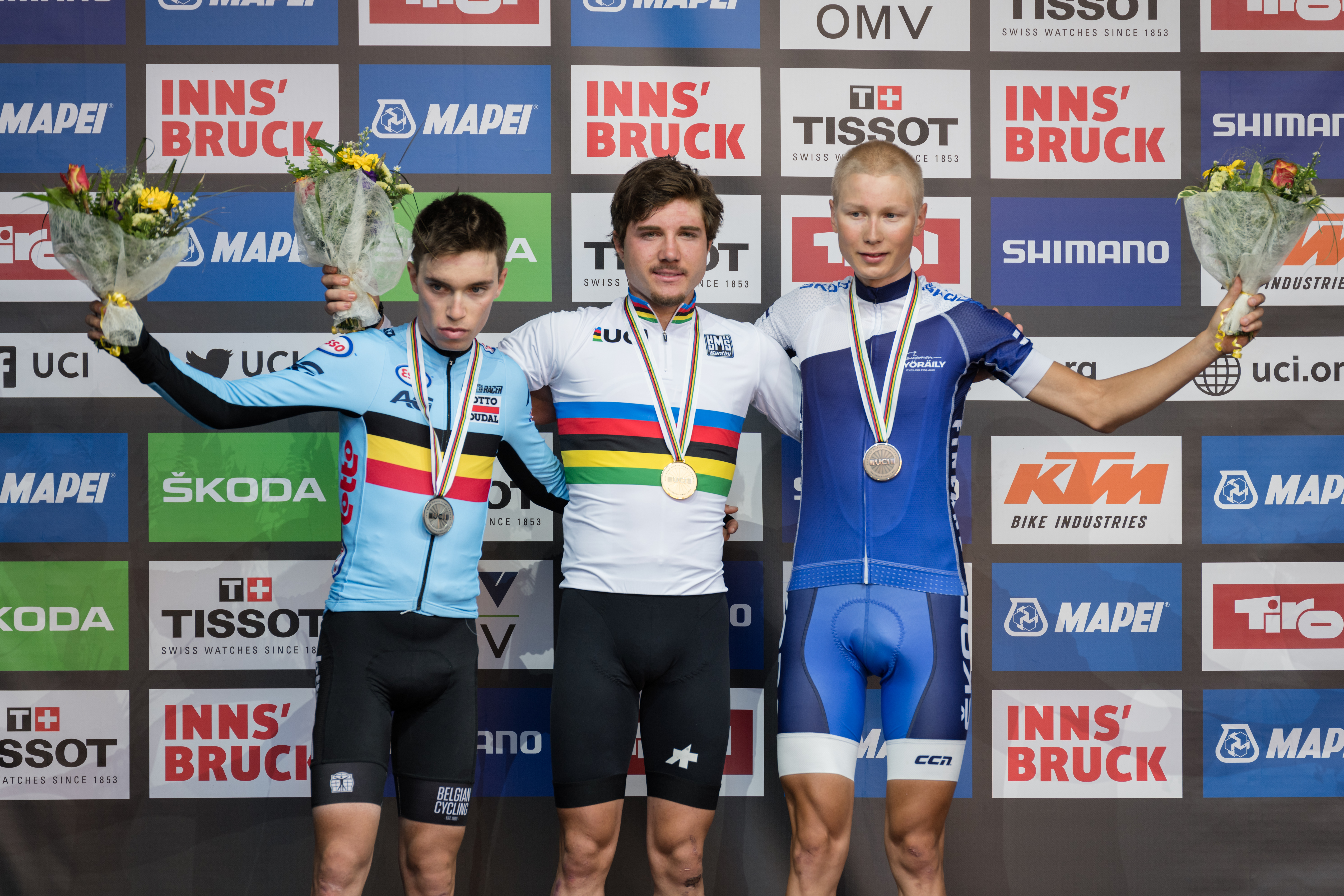
Hänninen (à droite) sur le podium des mondiaux espoirs 2018.

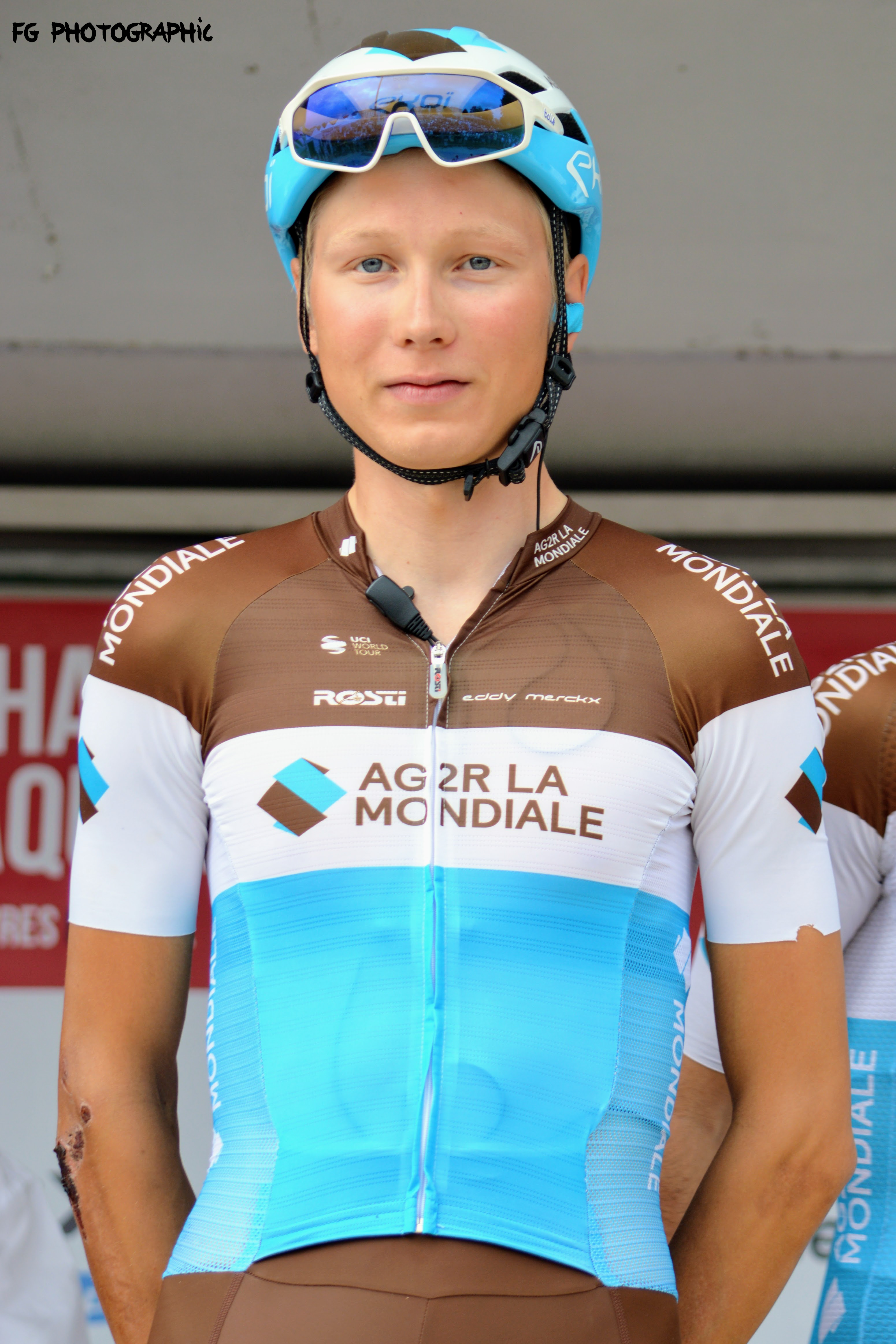
Jaakko HANNINEN en août 2019

Chez les juniors (moins de 19 ans), Jaakko Hänninen devient à deux reprises champion de Finlande de cyclo-cross. En 2015, il est sacré double champion de Finlande sur route, dans la course en ligne et le contre-la-montre. La même année, il représente son pays lors des championnats d'Europe de Tartu. 
Conseillé par Jussi Veikkanen, il intègre l'AC Bisontine en 2017, en division nationale 2. Double champion de Finlande espoirs, il se révèle ensuite en France en remportant le Grand Prix Christian Fenioux, manche de la Coupe de France DN2. Il se classe par ailleurs troisième du Tour du Chablais et quinzième du Tour Alsace. 
En 2018, il signe dans l'équipe Probikeshop Saint-Étienne Loire, en division nationale 1. Bon grimpeur, il confirme sur le circuit amateur français en obtenant de bons résultats. Il remporte le Tour du Chablais, le Tour de Tarentaise ainsi que le Tour du Gévaudan Occitanie, une course UCI où il devance plusieurs professionnels. Il obtient de nombreuses places d'honneur, terminant notamment deuxième du Grand Prix de Puyloubier et du Tour du Beaujolais, ou encore troisième de la Classic Jean-Patrick Dubuisson. En septembre, seul coureur finlandais au départ, il crée la surprise en remportant la médaille de bronze au championnat du monde sur route espoirs à Innsbruck. Il succède à Jukka Vastaranta, dernier finlandais médaillé aux championnats du monde sur route, en 2002.

### 2019: L'arrivée chez AG2R La Mondiale
À la fin du mois de novembre 2018, à l'occasion de son premier stage de préparation pour la saison suivante, l'équipe World Tour AG2R La Mondiale annonce le recrutement du jeune coureur finlandais, avec un contrat débutant en août 2019. En mai 2019, il dispute une course en France, mais est heurté par un Derny. Il subit une fracture du sternum et ne peut courir pendant six semaines. 
Il lance sa carrière sous le maillot d'AG2R sur une classique World Tour, étant aligné dès le 3 août sur la Classica San Sebastian qu'il termine à la 46e position. Il connait son premier résultat personnel le 15 septembre, 4e du Tour du Doubs.
Testé positif au SARS-CoV-2, Hänninen est non-partant lors de la septième étape du Tour d'Espagne 2022.

## Palmarès sur route

### Par année
- 2015
  -  Champion de Finlande sur route juniors
  -  Champion de Finlande du contre-la-montre juniors
- 2017
  -  Champion de Finlande sur route espoirs
  -  Champion de Finlande du contre-la-montre espoirs
  - Grand Prix Christian Fenioux
  - 2e du championnat de Finlande sur route
  - 3e du Tour du Chablais
- 2018
  - 1re étape de la Volta a la Marina
  - Classement général du Tour de Tarentaise
  - Classement général du Tour du Chablais
  - Tour du Gévaudan Occitanie
  - 2e du Grand Prix de Puyloubier
  - 2e du Tour du Beaujolais
  - 2e du Tour de l'Agglo de Bourg-en-Bresse
  - 2e du Circuit des Deux Ponts
  - 2e du Grand Prix des Foires d'Orval
  -  Médaillé de bronze du championnat du monde sur route espoirs
  - 3e de la Classic Jean-Patrick Dubuisson
- 2019
  - 2e du Circuit des Communes de la Vallée du Bédat
  - 2e de Dijon-Auxonne-Dijon
- 2024
  -  Champion de Finlande sur route

### Résultats sur les grands tours

#### Tour d'Italie
2 participations
- 2020 : 73e
- 2022 : 90e

#### Tour d'Espagne
1 participation
- 2022 : non-partant (7e étape)

### Classements mondiaux
| Année                                 | 2017 | 2018 | 2019  | 2020 | 2021 | 2022 | 2023  | 2024 |
| ------------------------------------- | ---- | ---- | ----- | ---- | ---- | ---- | ----- | ---- |
| Classement mondial                    | 975e | 481e | 1002e | 595e | 847e | 618e | 1592e | 932e |
| UCI Europe Tour                       | 655e | 823e | 719e  | 485e | 652e | 478e | nc    | nc   |
|                                       |      |      |       |      |      |      |       |      |
| Légende : nc = non classéSource : UCI |      |      |       |      |      |      |       |      |

## Palmarès en cyclo-cross
- 2013-2014
  -  Champion de Finlande de cyclo-cross juniors
- 2014-2015
  -  Champion de Finlande de cyclo-cross juniors
- 2017-2018
  - 2e du championnat de Finlande de cyclo-cross